# Gondos Miksa
Gondos Miksa, 1888-ig Grünbaum Miksa (Kapolcs, 1840. február 8. – Budapest, 1920. január 22.) tanár, gyorsírási szakíró, Gondos Emmy (1882–1962) festő, iparművész apja.

## Élete
Grünbaum Mayer fiaként született szegény zsidó családban. Középiskolai tanulmányai végeztével a mérnöki pályára készült. Tanulmányait azonban előbb a párizsi Alliance Israélite Universelle tanárképzőjében, majd az École nationale des langues orientales vivantes-ben végezte, s utóbbiban keleti nyelveket hallgatott. Párizsi tartózkodása alatt Adolphe Crémieux gyermekeinek nevelője volt. Ezt követően Marokkóban vállalt segédtanári állást, illetve az ottani zsidó iskolák szervezőjeként dolgozott. 1869-ben Pestre költözött és középiskolai tanári oklevelet szerzett. Több alkalommal is kérvényt nyújtott be, hogy tanári állást vállalhasson, azonban újra és újra visszautasították. Végül 1877-ben a Budapesti III. kerületi Nyilvános Községi Polgári Fiúiskolában taníthatott francia nyelvet, de díjazásban nem részesült.
Már 1858-tól kezdve foglalkozott gyorsírással. A Magyar Királyi József Műegyetemen előadásokat tartott a Stolze-féle gyorsírási rendszerről, illetve átültette a Gabelsberger-féle rendszert franciára, héberre és a török kormány megbízásából török nyelvre is. 1879. február 7-én a Budapesti Magyar Gyorsíró-Egyesület közgyűlésén felvették a tiszteletbeli tagok sorába. 1880-tól a Budapesti Kereskedelmi Akadémián kereskedelmi levelezést tanított, s emellett a Ganz és társa-féle gyár levelezőjeként dolgozott, ahol 1897 augusztusában ünnepelte szolgálati idejének huszonöt éves jubileumát. 1904. október 15–18. között részt vett a Münchenben megrendezett III. nemzetközi Gabelsberger-gyorsíró kongresszuson.
A gyorsírás elmélete című művét a kultuszminisztérium támogatásával adta ki. Számos gyorsírással foglalkozó szaklap munkatársa volt. 1908. április 5-én a Gyorsírástudományi Társulat díszülést tartott a Magyar Tudományos Akadémia üléstermében, hogy megünnepelje Gondos Miksa gyorsírói működésének 50. évfordulóját. Tagja volt az Óbudai Zsidó Hitközség elöljáróságának, majd a Budai Zsidó Hitközség választmányának, illetve az Izraelita Magyar Irodalmi Társulatnak.
Temetése 1920. január 25-én ment végbe. Életét és érdemeit Edelstein Bertalan méltatta, a gyorsírók nevében Kozma Bernát búcsúztatta.

## Családja
Felesége Sternberg Terézia (1847–1929) volt, Sternberg Joákim és Oppenheimer Matild lánya, akit 1871. május 29-én Pesten vett nőül.
Gyermekei:
- Gondos Jenő (1872–1907) magánhivatalnok. Felesége Stern Judit.
- Gondos Fáni (1873–?). Első férje Unger Adolf kereskedelmi ügynök (1906-ig), második Gross Lipót fényképész.
- Gondos Izidor Simon (1875–?)
- Grünbaum Ilona (1877–1878)
- Gondos Róza (1880–1953). Férje Kilényi Richárd bankhivatalnok (1922-ig).
- Gondos Emmy, Emília (1882–1964) festő, iparművész, férjezett Elszász Béláné.
- Gondos Sándor (1884–1955) levelező. Felesége Bartos Irén.
- Gondos Géza (1888–1945) magántisztviselő. Felesége Schiffer Kamilla.

## Főbb művei
- Sténographie perfectionnée du système universel de F. X. Gabelsberger (Pest–Paris, 1873 és 1878)
- A franczia-német kereskedelmi levelezés kézikönyve. Kereskedelmi akadémiák és kereskedelmi középiskolák számára, valamint magánhasználatra (Budapest, 1888., 2. bővített kiadás: Budapest, 1891)
- Sténographie turque d'après le systèm universel de Gabelsberger appliqué à la langue turque (Muraszombat, 1896)
- A Gyorsírás elmélete, a gyorsírás-tanítói vizsgákra való tekintettel (Budapest, 1908)
- Die neuere Geschichte der Stenographie in Ungarn (Berlin, 1909)